# Maximilian Maeder
Pour les articles homonymes, voir Maeder.
 (août 2024).
Si vous disposez d'ouvrages ou d'articles de référence ou si vous connaissez des sites web de qualité traitant du thème abordé ici, merci de compléter l'article en donnant les références utiles à sa vérifiabilité et en les liant à la section « Notes et références ».
Maximilian Maeder est un kitesurfeur singapourien né le 12 septembre 2006 à Singapour. Il a remporté la médaille de bronze du Formula Kite masculin aux Jeux olympiques d'été de 2024, organisés à Paris.
Il a une mère singapourienne et un père suisse.